# Afilia cinerea
Afilia cinerea är en fjärilsart som beskrevs av William Schaus 1901. Afilia cinerea ingår i släktet Afilia och familjen tandspinnare. Inga underarter finns listade i Catalogue of Life.